# Mestre do Alto Reno
A denominação Mestre do Alto Reno (ou Mestre do Jardim do Paraíso) refere-se a um artista do Gótico internacional que trabalhou em 1410 - 1420, possivelmente na região da Renânia, talvez em Strasbourg. A obra mais famosa do pintor chama-se O Pequeno Jardim do Paraíso (Paradiesgärtlein), agora no Museu Städel, em Frankfurt, na Alemanha.
O quadro mostra Maria com o menino Jesus em um jardim de um castelo, cercados de santos. A obra é cheia de simbolismos religiosos marianos como, por exemplo, o jardim, que simboliza a virgindade de Maria. Além disso, é uma das primeiras imagens a representar as plantas e animais de forma realista. Os pássaros no muro podem ser visivelmente identificados, bem como os insetos.